# Davide Nardoni
Davide Nardoni (Vallecorsa, 1º gennaio 1923 – Roma, 25 marzo 1995) è stato un filologo italiano.

## Biografia
Dopo gli studi liceali si è laureato a Roma in Giurisprudenza e successivamente in Lettere classiche. Professore fino alla fine degli anni sessanta di lingua latina e lingua greca antica nei licei, ha pubblicato due saggi sul Bollettino dell'Accademia Nazionale dei Lincei e vari testi scolastici.
Dagli inizi degli anni 1970 è divenuto professore presso l'Università degli studi di Cassino e ha iniziato un'opera di rilettura della latinità, dedicandosi soprattutto all'analisi filologica dei testi, in particolare di Orazio e di Virgilio.
Nella seconda metà degli anni settanta ha pubblicato saggi nella rubrica "Recantationes" della rivista Nuova Scienza, dedicati soprattutto a Orazio, e due volumi, Novantiqua e Cathacanna, contenenti la propria analisi storico-filologica operata attraverso la reinterpretazione dei testi. Nello stesso periodo collaborava anche con trasmissioni televisive, soprattutto con l'emittente romana Antenna 4. Ha tenuto anche conferenze in Italia, a Mantova per il bimillenario virgiliano e in Germania, Romania, Brasile.
Negli ultimi anni della sua vita ha pubblicato, nella collana C.U.R. della EILES, testi inerenti alla civiltà latina, utilizzando il proprio metodo filologico.
È stato membro dell'International Board of Directors of Conferences on Systems Research, Informatics and Cybernetics.
Dopo la morte, la sua città natale, Vallecorsa, gli ha dedicato nel 2002 un convegno scientifico commemorativo per poi intitolargli una strada del centro storico. In tale occasione il G. E. Lasker, presidente dell'Istituto Internazionale per Studi Avanzati nella Ricerca sui Sistemi e nella Cibernetica, gli ha dedicato un elogio.. La città di Vallecorsa ha voluto pubblicare il "romanzo antropologico" Standortkommandantur postumo presentato il 5 maggio 2018. Da marzo 2019 è invece online la versione integrale di Standortkommandantur qui.

## La filologia sperimentale
Nardoni, vagliando le traduzioni e le interpretazioni della tradizione storica, ha creato un metodo filologico nuovo, distinto dalla filologia tradizionale: la res si individua tramite il verbum e il suo sviluppo entropico. Per tentare di comprendere il mondo antico nei suoi vari aspetti socioeconomici e culturali, la filologia di Nardoni cerca sostegno e conferma in altre scienze, come l'archeologia, la numismatica e l'epigrafia. Il professor Chevallier, dell'Université Francois-Rabelais, come altri eminenti studiosi quali E.Paratore e Horst Blanck del Deutsche Archaelogisches Institut, riconoscono a Nardoni intuito e originalità interpretativa, mostrando ammirazione per il suo rivoluzionario metodo filologico. La sua metodologia filologica, che sarà definita "sperimentale", propone nuove ipotesi interpretative su svariati aspetti della latinità, come nel caso dell'importante lavoro per individuare la patria d'origine di Virgilio, basandosi saldamente sulla lettura testuale delle opere del poeta: il vicus Andicus è da individuarsi allora nel territorio mantovano di Castel Goffredo/Casalpoglio e non a Pietole o Andes, come vuole la tradizione.
Al centro dell'interesse di Nardoni, che vuole comprendere il senso più autentico della romanità, al di là delle interpretazioni astratte della storiografia tradizionale, vi è l'originale teoria di Imperium: dalla traduzione etimologica di "parificazione" nasce così un'interpretazione nuova della politica estera romana, che fonda l'impero di Roma su legami di collaborazione paritetica tra vincitori e vinti.

## Pubblicazioni
- Catachanna, Accademia Italiana di Scienze Biologiche e Morali, Roma, 1979
- Novantiqua, Accademia Italiana di Scienze Biologiche e Morali, Roma, 1979
- La colonna ulpia traiana, EILES, Roma, 1986;
- Sotto Ponzio Pilato, EILES, Roma, 1987;
- I gladiatori romani, EILES, Roma, 1989;
- La bibbia dei quiriti, EILES, Roma, 1993
- Manuale idiotico, EILES, 1994
- Funeraria romana, EILES, Roma, 1995
- Standortkommandantur, Ed. Grafiche PD, 2018. (Una edizione integrale di Standortkommandantur è disponibile al seguente link: www.nardonifamiglia.it )